# نقطة كورنو

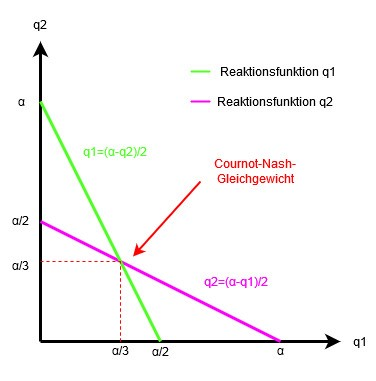

نقطة كورنو (بالإنجليزية: cournot point)‏ مصطلح من علم الاقتصاد الجزئي يصف النقطة التي تدر الربح الأكبر على شركة في سوق تكون هي المحتكر الوحيد فيه.

## تحديد هذه النقطة
- إذا اعتبرنا U=U(M) هي مداخيل المبيعات
- K=K(M) هي تكاليف الإنتاج الجملية (أي المتغيرة والقارة)
- M هي كمية المبيعات أو كمية الأشياء المصنعة

فإن تحقيق الربح Gالأعلى عبارة على عملية استمثال:
- G=U-K=max

أي بلغة أخرى:
- {\displaystyle {\frac {dG(M)}{dM}}={\frac {dU}{dM}}-{\frac {dK}{dM}}=0}

أي أنه
- {\displaystyle {\frac {dU}{dM}}={\frac {dK}{dM}}}

أي أن النقطة الأمثل لتحقيق الربح الأعلى في سوق احتكارية هو نقطة تقاطع المداخيل مشتقة marginal revenue والتكلفة مشتقة marginal costs